# Parelasmosoma palpator
Parelasmosoma palpator är en stekelart som beskrevs av Vladimir Ivanovich Tobias och Yuldashev 1979. Parelasmosoma palpator ingår i släktet Parelasmosoma och familjen bracksteklar. Inga underarter finns listade i Catalogue of Life.